# NK (ca sĩ)
Anastasiia Oleksiivna Kamenskykh (tiếng Ukraina: Анастасія Олексіївна Каменських; sinh ngày 4 tháng 5 năm 1987), hay có nghệ danh là NK, là một nữ ca sĩ nhạc pop và R&B, diễn viên, nhân vật truyền hình và doanh nhân người Ukraina.

## Thân thế và giáo dục
NK sinh ra ở Kyiv, Ukraina. Năm lên năm tuổi, cô tham gia các chương trình giáo dục trao đổi gia đình và sống một thời gian ngắn ở Pháp. Năm lên sáu tuổi, cô chuyển đến Ý và sống ở đó trong bảy năm. Cô tiếp tục theo học tại Trường quốc tế Pechersk ở Kyiv và một trường dạy nhạc. NK tốt nghiệp trường nhạc năm 15 tuổi và bắt đầu học các lớp ba lê chuyên nghiệp. Cô tập ba lê trong tám năm. Cô cũng là sinh viên tại Đại học quốc tế Wisconsin, Ukraina. NK nói được năm thứ tiếng: tiếng Ukraina, tiếng Nga, tiếng Anh, tiếng Ý và tiếng Tây Ban Nha.

## Sự nghiệp âm nhạc
Năm 2004, NK ra mắt với nghề ca sĩ tại Đại hội Thể thao Biển Đen. Tại lễ hội cô đoạt giải thưởng lớn và một số giải khác. Một năm sau, cô nhận được đề cử giải UBN cho Tiết mục khai mạc của năm tại Luân Đôn vào năm 2005.
Trong giai đoạn 2006-2017, NK biểu diễn cùng Oleksii Potapenko, hợp thành bộ đôi nghệ sĩ Potap & Nastya. Bộ đôi trở nên cực kỳ nổi tiếng, giành được nhiều giải thưởng và nổi danh toàn thế giới. Năm 2017, NK bắt đầu sự nghiệp solo. Năm ấy, cô ra mắt video solo đầu tiên "#etomoyanoch" ["#thatsmytypeofnight"], và video ấy đã gây hiệu ứng lan truyền trên mạng xã hội. Cùng năm đó, cô phát hành một album nhạc acoustic đề tài Giáng Sinh và video Giáng Sinh Xmas with NK. Natalie đưa vào tác phẩm những bài hit Giáng Sinh nổi tiếng bằng bốn thứ tiếng (tiếng Anh, tiếng Nga, tiếng Ukraina và tiếng Ý) cũng như các bài hát nguyên bản do chính NK sáng tác. Năm 2014, Potap và Kamenskih bị chỉ trích ở Ukraina vì tiếp tục tham dự các lễ trao giải ở Nga, khi mà Ukraina đang bị Nga xâm lược. Về vụ việc này, họ đáp: "Thật xấu hổ khi chúng tôi phải tập hợp các nhà báo để bảo họ rằng chúng tôi đến từ Ukraina và yêu đất nước của mình!" Năm 2016, các buổi hòa nhạc của Potap và Nastya ở Ukraina bị gián đoạn nhằm phản đối việc họ tiếp tục lưu diễn ở Nga.
Sau khi ra mắt bài hát đầu tiên, từng bài nhạc của NK đã đạt hàng triệu lượt xem trên YouTube. Bài hát tiếp theo được phát hành là “Dai Mne” vào tháng 3 năm 2018. Kế đến là một ca khúc nguyên tác nữa mang tên "Trymay" ["Hold"] do chính NK sáng tác. Ca khúc đã lọt vào toàn bộ các bảng xếp hạng âm nhạc hàng đầu ở Ukraina. Ngoài ra vào tháng 9 năm 2018, NK độc quyền trình bày ca khúc "Trymay" trên Radio Rai (đài phát thanh lớn nhất của Ý).
Ngay sau đó, NK phát hành ca khúc được sáng tác bằng tiếng Anh và Tây Ban Nha mang tên "Peligroso". Ca khúc được cô sáng tác cùng nhiều chủ nhân đoạt giải Grammy Latinh gồm Yoel Henriquez, nhà soạn nhạc Cris Chil và Potap, cũng như do Ali Alvarez làm nhà sản xuất. Ca khúc có mặt ở các chương trình phát thanh và truyền hình nổi tiếng nhất ở Mỹ Latinh gồm ¡Despierta América! trên Univision, Total Acceso và Titulares y Más trên Telemundo, Centro trên WBZ4 và ¡Hola!TV. Nằm trong tour quảng bá Peligroso, NK còn tham dự gala trao giải Grammy Latinh cho nhân vật của năm tại lễ trao giải Grammy Latinh thường niên lần thứ 19, trở thành nghệ sĩ Ukraina đầu tiên được mời đến sự kiện. "Peligroso" vươn tới vị trí 24 (hạng cao nhất) trên bảng xếp hạng Tropical Songs của Billboard và trụ trong bảng xếp hạng này trong sáu tuần. Ngày 12 tháng 10 năm 2018, NK phát hành album solo đầu tiên mang tên No Komments, và một MV cho ca khúc "LOMALA". Album gồm 10 bài được sáng tác bằng tiếng Anh, tiếng Nga và tiếng Ukraina.
Ngày 29 tháng 3 năm 2019, nghệ sĩ reggaeton De La Ghetto có mặt trong bản remix chính thức của "Peligroso". Ca khúc còn có thêm một MV chính thức được phát hành với sự góp mặt của NK lẫn De La Ghetto. MV đã đạt hơn một triệu lượt xem trong ngày đầu đăng tải. Ngày 14 tháng 2 năm 2019, NK phát hành MV chính thức cho ca khúc "Popa Kak U Kim" - một trong những bài hát ăn khách nhất từ album solo đầu tiên No Komments. MV ngay lập tức gây hiệu ứng lan truyền, đạt #1 trong các video tạo xu hướng trên YouTube với hơn hai triệu lượt xem trong 24 giờ đầu tiên. Nữ ca sĩ còn có mặt trên bìa tạp chí Cosmopolitan ấn bản Ukraina vào cùng tháng ấy.
Kế đến vào ngày 25 tháng 4 năm 2019, nữ ca sĩ phát hành bài hát tiếng Ukraina có tựa "Обіцяю" ["I Promise"] cùng MV chính thức cho bài hát. Ngày 8 tháng 7 năm 2019, NK làm khách mời trên sân khấu Cung thể thao ở show đầu tiên của Maluma ở Ukraina.

## Sự nghiệp truyền hình
Năm 2007, NK làm thí sinh trên chương trình Dancing with the Stars - được phát trên kênh 1+1 ở Ukraina. Năm 2008, cô làm thí sinh ngôi sao ở dự án truyền hình Two Stars của kênh First channel ở Nga. Năm 2010, NK làm thí sinh ngôi sao ở dự án truyền hình ca hát Star + Star của kênh 1+1 ở Ukraina. Năm 2010, cô làm người dẫn truyền hình cho chương trình chào buổi sáng Guten Morgen phát trên kênh âm nhạc M1 ở Ukraina.
Từ năm 2016, cô làm người dẫn truyền hình cho phiên bản thiếu nhi của chương trình Make a comedian laugh, Children - được phát trên kênh 1+1 ở Ukraina. Từ năm 2017 đến nay, cô làm giám khảo và cố vấn của The X-Factor. Năm 2018, các học trò ZBSband của NK trở thành quán quân mùa chín của chương trình. Họ là ban nhạc đầu tiên giành ngôi quán quân. Năm 2017, cô đóng trong phim điện ảnh đặc biệt dịp Giáng Sinh và album nhạc acoustic mang tên Xmas with NK.

## Sự nghiệp kinh doanh
Năm 2017, NK ra mắt nhãn hiệu đồ thể thao NKsport. hãn hiệu đã cho ra 10 bộ sưu tập riêng kể từ năm 2017.

## Hoạt động khác
Từ năm 2015, cô đã vận hành video blog về chủ đề lối sống mang tên NKBLOG trên YouTube. Từ năm 2017, cô là thí sinh chính trong chương trình từ thiện Charity Weekend. Quỹ thu được từ các chương trình hòa nhạc được chuyển cho Viện chấn thương và chỉnh hình thuộc Học viện y khoa quốc gia Ukraina. Năm 2017, NK bắt đầu hợp tác với tổ chức từ thiện "Giznelub". Cô thường xuyên tích cực tham gia quyên góp quần áo cũng như trao thực phẩm cho người cao tuổi. Đến năm 2018, cô đã tham gia vào hai chiến dịch. Nữ ca sĩ cũng phát động cuộc đấu giá nhằm bán quần áo và phục trang biểu diễn cá nhân, gây quỹ cho mục đích từ thiện. Mọi khoản quyên góp đều được chuyển đến những nơi mà người cao tuổi có thể lấy thực phẩm và quần áo miễn phí hàng ngày. Năm 2018, cô đã hỗ trợ mở hai địa điểm hoạt động như vậy. Năm 2018, NK là bạn danh dự của giải UEFA Women's Champion League 2018.

## Danh sách đĩa nhạc

### Album phòng thu

#### Potap & Nastya
- Ne para (2008)
- Ne lubi mne mozgi (2009)
- Vse puchkom (2013)
- Shchit i miach (2015)

#### NK
- Xmas with NK (2017)
- No Komments (2018)
- Ecléctica (EP, 2020)
- Красное вино (2021)

### Đĩa đơn

#### NK
- 2005 — "Kakaya raznitsa"
- 2016 — "Abnimos/Dosvidos" (hợp tác với Nadya Dorofeeva)
- 2017 — "#etomoyanoch" (#thatsmytypeofnight)
- 2018 — "Day mne"
- 2018 — "Trymai"
- 2018 — "Lomala"
- 2018 — "Peligroso"
- 2019 — "Popa Kak U Kim"
- 2019 — "Obitsiaiu"
- 2019 — "Elefante"
- 2020 — "Miami" (hợp tác với Jacob Forever & Jessy Frank)
- 2020 — "Lollipop" (hợp tác với Juan Magan)
- 2020 — "A huevo"
- 2020 — "Película"
- 2020 — Vibe
- 2021 — "Pochuttia"

#### Potap & Nastya
| - 2006 — "Bez lyubvi" - 2007 — "Ne para" - 2007 — "Vnature" - 2007 — "Krepkie oreshki" - 2008 — "Razgulyai" - 2008 — "Na rayone" - 2008 — "Pochemu" - 2009 — "Ne lyubi mne mozgi" - 2010 — "Novyi god" - 2010 — "Cry me a river" - 2010 — "Leto" - 2010 — "Chipsy, chiksy, lavandos (Selo)" - 2010 — "Ty vlip Phillip" - 2011 — "Vykrutasy" | - 2011 — "Chumachechaya Vesna" - 2011 — "My otmenyaem K.S" - 2011 — "Esli vdrug" - 2012 — "Prilileto" - 2012 — "Uleleto" - 2013 — "RuRuRu" - 2013 — "Vmeste" - 2013 — "Vsio puchkom" - 2014 — "Udi Udi" - 2015 — "Bumdigigibye" - 2015 — "Stil' sobachki" (hợp tác với Bianka) - 2016 — "Umamy" - 2016 — "Zolotye kity" - 2017 — "Ya...(ya)dovitaya" |

## Giải thưởng
| Năm  | Giải thưởng                                    | Hạng mục                                                                                        | Tác phẩm/người được đề cử                      | Kết quả                    |
| ---- | ---------------------------------------------- | ----------------------------------------------------------------------------------------------- | ---------------------------------------------- | -------------------------- |
| 2004 | Đại hội Thể thao Biển Đen                      | Grand Prix                                                                                      | NK                                             | Đoạt giải                  |
| 2005 | UBN Awards London                              | Tiết mục khai mạc của năm                                                                       | NK                                             | Đoạt giải                  |
| 2007 | 5 STARS                                        | Người nhận giải của lễ hội                                                                      | Dự án "Potap & Nastia"                         | Đoạt giải (the Grand Prix) |
| 2007 | Bài hát mới về những điều quan trọng nhất      | Bài hát hay nhất                                                                                | "Ne Para" (rus. Not a couple)                  | Đoạt giải                  |
| 2008 | Giải MUZ-TV                                    | Nghệ sĩ đột phá của năm                                                                         | Dự án "Potap & Nastia"                         | Đoạt giải                  |
| 2009 | Giải VIVA                                      | Ca sĩ đẹp nhất                                                                                  | NK                                             | Đoạt giải                  |
| 2010 | Giải Showbiz index 2010                        | Video phổ biến nhất năm trước người dùng Internet                                               | Don't love my brains (rus. Ne liubi mne mozgi) | Đoạt giải                  |
| 2011 | Giải RU.TV                                     | Cặp đôi đẹp nhất                                                                                | Dự án "Potap & Nastia"                         | Giải đặc biệt              |
| 2011 | Golden Gramophone (St. Petersburg)             | Người nhận giải của lễ hội                                                                      | Chumachechaya Vesna (rus. Crazy Spring)        | Đoạt giải                  |
| 2011 | Bài hát hay nhất năm                           | Bài hát hay nhất                                                                                | Chumachechaya Vesna (rus. Crazy Spring)        | Đoạt giải                  |
| 2011 | Kết quả ngôi sao của năm                       | Bài hát hay nhất theo kênh truyền hình NTV                                                      | Chumachechaya Vesna (rus. Crazy Spring)        | Đoạt giải                  |
| 2011 | 20 bài hát hay nhất                            | Bài hát hay nhất                                                                                | Chumachechaya Vesna (rus. Crazy Spring)        | Đoạt giải                  |
| 2012 | Soundtrack – Moscow Komsomolets                | Bộ đôi của năm                                                                                  | Dự án "Potap & Nastia"                         | Đoạt giải                  |
| 2012 | 20 bài hát hay nhất                            | Bài hát hay nhất                                                                                | What if (rus. Esli vrug)                       | Đoạt giải                  |
| 2012 | Golden Gramophone (St. Petersburg)             | Người nhận giải của lễ hội                                                                      | What if (rus. Esli vrug)                       | Đoạt giải                  |
| 2012 | Bài hát hay nhất năm                           | Bài hát hay nhất                                                                                | Prileleto                                      | Đoạt giải                  |
| 2012 | Giải RU.TV                                     | Ban nhạc xuất sắc nhất                                                                          | Dự án "Potap & Nastia"                         | Đoạt giải                  |
| 2013 | Red Star (Krasnaya zvezda)                     | 20 bài hát hay nhất                                                                             | What if (rus. Esli vrug)                       | Đoạt giải                  |
| 2013 | National award "Golden Wave" (Georgia)         | Nhóm nhạc nước ngoài xuất sắc nnhaats                                                           | Dự án "Potap & Nastia"                         | Đoạt giải                  |
| 2013 | Bài hát của năm                                | Bài hát hay nhất                                                                                | Everything is cool (rus. Vse puchkom)          | Đoạt giải                  |
| 2014 | Bài hát của năm (Ukraina)                      | Bài hát hay nhất                                                                                | Everything is cool (rus. Vse puchkom)          | Đoạt giải                  |
| 2014 | Giải RU.TV                                     | Video xuất sắc nhất                                                                             | Everything is cool (rus. Vse puchkom)          | Đoạt giải                  |
| 2014 | Golden Gramophone (St. Petersburg)             | Vì một bài hát                                                                                  | Everything is cool (rus. Vse puchkom)          | Đoạt giải                  |
| 2014 | Giải Bài hát của năm (Ukraina)                 | Bài hát dân gian                                                                                | Udi-Udi                                        | Đoạt giải                  |
| 2015 | Giải âm nhạc M1                                | Ban nhạc xuất sắc nhất                                                                          | Dự án "Potap & Nastia"                         | Đoạt giải                  |
| 2015 | Giải âm nhạc M1                                | Giải thưởng của "Golden Gramophone", dự án chung "M1" và đài phát thanh "Russian Radio Ukraine" | Dự án "Potap & Nastia"                         | Đoạt giải                  |
| 2016 | Giải âm nhạc M1 – PRE-Party                    | Chiến dịch quảng bá tour xuất sắc nhất                                                          | "Potap & Nastia" 10 years. Golden whales"      | Đoạt giải                  |
| 2016 | The "New Radio" Award "Major League"           | Bài hát hay nhất                                                                                | At mom                                         | Nhận giải                  |
| 2016 | Giải âm nhạc M1                                | Bài hit của năm                                                                                 | At mom                                         | Đoạt giải                  |
| 2017 | Music Platform TRC Ukraine                     | Bài hát Giáng Sinh hay nhất                                                                     | Dự án NK                                       | Đoạt giải                  |
| 2017 | Giải TRC Ukraine                               | Nhân vật nổi bật của năm                                                                        | Dự án NK                                       | Đoạt giải                  |
| 2017 | Media Siesta (giải thưởng của báo chí Ukraina) | Nhân vật nổi bật của năm                                                                        | Dự án NK                                       | Đoạt giải                  |
| 2017 | Giải âm nhạc M1                                | Vì đóng góp cho sự phát triển của ngành âm nhạc quốc gia                                        | Dự án "Potap & Nastia"                         | Đoạt giải                  |
| 2017 | Giải âm nhạc M1                                | MV của mùa đông năm 2017                                                                        | Dự án NK                                       | Đoạt giải                  |
| 2018 | Giải âm nhạc M1                                | Ca sĩ của mùa xuân năm 2018                                                                     | Dự án NK                                       | Đoạt giải                  |
| 2018 | Giải âm nhạc M1                                | Video âm nhạc xuất sắc nhất                                                                     | Dự án NK                                       | Đoạt giải                  |
| 2018 | Giải âm nhạc M1                                | Nữ nghệ sĩ của năm                                                                              | Dự án NK                                       | Đoạt giải                  |
| 2018 | Giải Cosmopolitan                              | Ca sĩ của năm                                                                                   | Dự án NK                                       | Đoạt giải                  |
| 2018 | Giải kênh truyền hình Ukraina                  | Ngôi sao quốc tế xuất sắc nhất                                                                  | Dự án NK                                       | Đoạt giải                  |
| 2019 | Giải âm nhạc YUNA                              | Bài hit nhạc pop hay nhất                                                                       | Dự án NK                                       | Đoạt giải                  |